# Kurt Hancke
Kurt Hancke (* 31. Juli 1911 in Hagen; † 25. Juni 1941 in Subbotniki, Belarussische SSR) war ein deutscher Germanist, Schriftsteller, SS-Hauptsturmführer und Referent im SD-Hauptamt.

## Leben
Hancke war der Sohn des Ingenieurs Otto Hancke und dessen Ehefrau Maria. Er studierte an den Universitäten Tübingen, München und Berlin Germanistik, Literaturgeschichte und Philosophie. 1934 promovierte er an der Friedrich-Wilhelms-Universität Berlin mit einer Studie über Die Auffassung des Schicksals im deutschen Irrationalismus des 18. Jahrhunderts zum Dr. phil. Nachdem seine Eltern 1935 bei einem Unfall ums Leben gekommen waren und er nach eigenen Angaben „ganz auf sich allein gestellt“ war, diente Hancke bis Oktober 1936 als Freiwilliger im Kavallerie-Regiment 14 der Wehrmacht in Ludwigslust und ging dann an die Universität Freiburg, um sich zu habilitieren. Dieses Vorhaben brach er ab, trat zum 19. Oktober 1937 der Schutzstaffel bei (SS-Nummer 307.888) und wurde Referent im SD-Hauptamt unter Franz Alfred Six. Der Philosoph Martin Heidegger gab nach dem Krieg an, Hancke habe ihm gegenüber zugegeben, dass er ihn im Sommersemester 1937 an der Universität Freiburg für den SD ausforschen sollte.
1938 veröffentlichte Hancke im Verlag Rabenpresse die Erzählung Zwielicht über die unglückliche Liebesbeziehung des Erzählers mit einer Frau. In der Zeitschrift Die Literatur wurde das Buch als das „ungewöhnlichste Debutantenstück seit Jahren“ gewürdigt, während der Gutachtenanzeiger des Amtes Rosenberg es nicht für förderungswürdig hielt. Dem Berliner Literaturwissenschaftler Horst Denkler zufolge experimentierte Hancke offen mit einer Mischung surrealer Bilder und Passagen, die er einerseits rätselhaft und vage gelassen, andererseits aber in ihrem verstörenden Gehalt präzise ausformuliert habe, so dass sich der Text „damit dem Dekadenzverdacht ausliefer[te]“. Wilhelm Süskind bezeichnete Hancke, der auch selbst in der Zeitschrift Die Literatur publizierte, als einen „Freund“.
Zum 30. Januar 1939 wurde Hancke zunächst zum SS-Untersturmführer, dann zum 20. April 1939 zum SS-Obersturmführer befördert und war Anwärter für eine Mitgliedschaft in der NSDAP. Sein Vorgesetzter und Leiter der Abteilung „Gegnerforschung“ im Reichssicherheitshauptamt (RSHA) Six hatte Hancke in seinem Beförderungsvorschlag bescheinigt, er sei „in der Abteilung Wissenschaft ein besonders wertvoller Mitarbeiter wegen seines umfassenden Wissens [...] und seiner besonderen Begabung, schwierige Sachverhalte darzustellen“. Für Six’ „Gegnerforschung“ analysierte Hancke die katholische Görres-Gesellschaft und führte 1939 in Wien eine „Bücherauswertung“ durch, die, so Lutz Hachmeister, einen „Kulturraub von Büchern aus dem Besitz von Juden und Oppositionellen“ darstellte. 1940 verfasste er als Six’ wissenschaftlicher Mitarbeiter und, so Gideon Botsch, dessen „Chefassistent in der Abteilung Außenpolitik und Auslandskunde“ an der Auslandswissenschaftlichen Fakultät der Friedrich-Wilhelms-Universität sein Buch Deutscher Aufstand gegen den Westen. Dort beschreibt Hancke das Ringen des Deutschen Reiches um dessen „große Ordnung“ als kämpferischen Werdegang gegen jede „Verwestlichung“ mit dem „völkische[n] Sozialismus“ als Gewinner dieser Auseinandersetzung. Eine "Goethe-Polemik", die Hancke 1939 begutachtete, war wahrscheinlich die unveröffentlichte Schrift des Anhängers von Mathilde Ludendorff, Siegfried Götze: Goethe und das Judentum. Götze hatte Goethe aus nationalsozialistischer Sicht kritisch als Judenfreund und liberalen Weltbürger dargestellt, eine Sicht, die Hancke weitgehend teilt. Damit opponierte er gegen die inzwischen dominierende nationalsozialistische Auffassung von Goethe als Nationalist und Antisemit.
Zum Zeitpunkt der Erscheinung von Deutscher Aufstand gegen den Westen war Hancke nach Beginn des Zweiten Weltkrieges Ende 1939 als Leutnant zur Wehrmacht einberufen worden. Zum 20. April 1940 wurde er zum SS-Hauptsturmführer befördert. Am 25. Juni 1941, drei Tage nach Beginn des deutschen Überfalls auf die Sowjetunion, fiel er als kommandierender Offizier des Spähtrupps einer Panzeraufklärungs-Abteilung vor Sobotniki. Postum ließ sein Chef Six unter dem Titel Beiträge zur Entstehung des europäischen Liberalismus eine Sammlung von Manuskripten Hanckes veröffentlichen wegen deren, wie Six im Vorwort schrieb, Bedeutung für die „Beziehungslehre vom gesamten fremdvölkischen Gegnertum“. In den sechs umfänglichen Aufsätzen des Bandes habe Hancke, so der Literaturwissenschaftler Horst Denkler, „die rassisch-völkische Substanz des autoritären, sozialen Staates gegen aufklärerische, humanistische, demokratische Aufweichung und Zersetzung verteidigen wollen“.

## Veröffentlichungen
- Die Auffassung des Schicksals im deutschen Irrationalismus des achtzehnten Jahrhunderts. Graphisches Institut Paul Funk, Berlin 1935 (=Berlin, Phil. Diss.)
- Zwielicht. Erzählung. Die Rabenpresse, Berlin 1938.
- Deutscher Aufstand gegen den Westen. Eine geistesgeschichtliche Auseinandersetzung (=Veröffentlichungen des Deutschen auslandswissenschaftlichen Instituts; Bd. 2). Dunker u. Dünnhaupt, Berlin 1940.
- Beiträge zur Entstehungsgeschichte des europäischen Liberalismus (=Veröffentlichungen des Deutschen auslandswissenschaftlichen Instituts; Bd. 7). Dunker u. Dünnhaupt, Berlin 1942 (postum).